# 이리키 유사쿠
이리키 유사쿠(1972년 8월 8일 ~)는 일본의 야구 코치이자, 전 야구 선수다. 아세아대학을 졸업했다. 형은 두산 베어스에서 활약했던 이리키 사토시다.